# Raheita

Das Sultanat Raheita war das östlichste der (rot/rosa dargestellten) Afar-Sultanate

Raheita (Tigrinya ረሓይታ, arabisch راهيتا), auch Rahayta, Rahayto oder Rehayto, ist ein Küstenort am Roten Meer nahe dem Bab al-Mandab. Der Ort ist eine von zehn Verwaltungseinheiten der zur eritreischen Region Debubawi Kayih Bahri gehörenden Subregion Süd-Dankalia (Southern Denkalia). Raheita liegt etwa 55 Kilometer (Luftlinie) bzw. 70 Kilometer (Wegstrecke auf der N15) südöstlich von Assab im äußersten Süden der Region.

## Geschichte
Raheita gilt als ein möglicher Standort der antiken Hafenstadt Arsinoe. Im Spätmittelalter war Raheita zwischenzeitlich Residenz des Sultans von Adal, danach war Raheita unter den Adali bis zum Ende des 19. Jahrhunderts ein selbständiges Sultanat und auch ein Umschlagort für den Sklavenhandel. Andere Wirtschaftszweige waren Fischerei und Meersalzgewinnung. Heute gehört der Großteil des ehemaligen Sultanats zum angrenzenden Dschibuti, der Ort selbst jedoch zu Eritrea. Zu Anfang des 20. Jahrhunderts hatte der Ort noch etwa 2.000 Einwohner, inzwischen sind es nur noch einige Hundert. Einen Sultan von Raheita gibt es noch immer, der Sultan und sein "Wesir" haben allerdings keinerlei administrative Befugnisse mehr. Sultan ist seit 1994 Dardar Abdulkadir Dawud, er war seit 1984 schon "Wesir" seines Vorgängers. Des gegenwärtigen Sultans Stellvertreter und designierter Nachfolger ist "Wesir" Abdu Abubakar.

### Sultanat Raheita
Das Sultanat Raheita war eines jener fünf Afar-Sultanate (Raheita, Aussa, Goba'ad, Tadjoura und Biru/Girifo), die als Nachfolgereiche des Sultanats Adal entstanden waren und von denen wiederum sowohl Raheita als auch Aussa die Oberhoheit über die anderen Sultanate beanspruchten. Raheita reichte zunächst von Obock im Süden bis Assab im Norden, ja sogar bis an Baylul heran. Sultan Dini hatte allerdings schon 1862 den Großteil der Region Obock an die Franzosen verkauft, auch wenn sein Nachfolger Burhan (Berehan, genannt Asa Dardar) 1870 nachträglich erklärte, das Gebiet sei nur verpachtet worden. Burhan seinerseits verkaufte 1879 bzw. 1880 zunächst die Bucht von Assab an die Italiener, im Mai 1880 dann alle Gebiete nördlich von Ras Sintian.
Am 20. September 1880 schloss Burhan mit Italien einen Vertrag, demzufolge sein Sultanat nach seinem Tod unter italienisches Protektorat gestellt (und somit vor allem vor Ägypten geschützt) werden sollte. Von da an wuchs der Handel der Italiener mit Raheita und dessen Hinterland. Nach Burhans Tod besetzten allerdings die Franzosen trotz italienischen Protests im Oktober 1884 auch den Rest der Region Obock und damit den Südteil des Sultanats Raheita, im Januar 1885 musste der neue Sultan Hummad alle südlich von Doumeira gelegenen Gebiete an Frankreich abtreten. Raheita war damit auf ein Restgebiet zwischen Ras Sintian und Ras Doumeira beschränkt.

### Raheita-Zwischenfall
Mit dem Kaiserreich Abessinien stritt Italien zudem um die Oberhoheit über das Sultanat Aussa, während das mit Abessinien und Frankreich verbündete Russische Reich sowohl mit dem äthiopischen Kaiser als auch mit dem Sultan von Raheita über einen Marinestützpunkt an der Küste verhandelte und das russische Kanonenboot Saporoschez im November 1896 eine Abteilung Marinesoldaten in Raheita an Land setzte. Nach zwei italienisch-abessinischen Kriegen rebellierte im November 1898 Sultan Hummad erfolglos gegen die Italiener. Als daraufhin auch Marinesoldaten des französischen Kanonenboots Scorpion in Raheita an Land gingen, um auch noch den Norden des Sultanats zu besetzen, fanden sie den Ort bereits von Italienern besetzt vor. Diese als "Raheita-Zwischenfall" (französisch L'incident de Raheita, italienisch L'incidente di Raheita, englisch Raheita Incident) international vermerkte Konfrontation konnte rasch beigelegt werden. Der Sultan, der vor der Besetzung seines Landes zunächst nach Obock geflohen, dann aber 1899 nach Raheita zurückgekehrt war, wurde von den Italienern inhaftiert. In französisch-italienischen Abkommen von 1900 und von 1901 wurde das Sultanat endgültig zwischen Französisch-Somaliland (das heutige Dschibuti) und Italienisch-Eritrea aufgeteilt und daraufhin 1902 schließlich das von den Italienern besetzte nördliche Restgebiet des Sultanats auch offiziell annektiert.

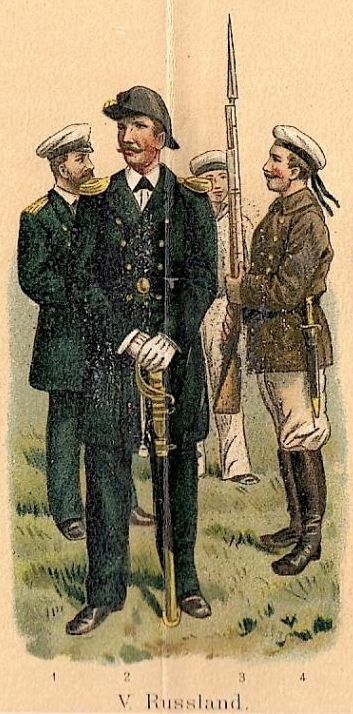
Russische Marineoffiziere gingen 1896 in Raheita an Land
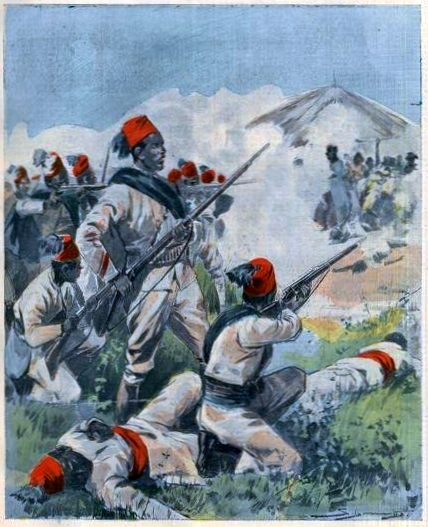
Italienische Askari unterdrückten 1898 die Rebellion des Sultans
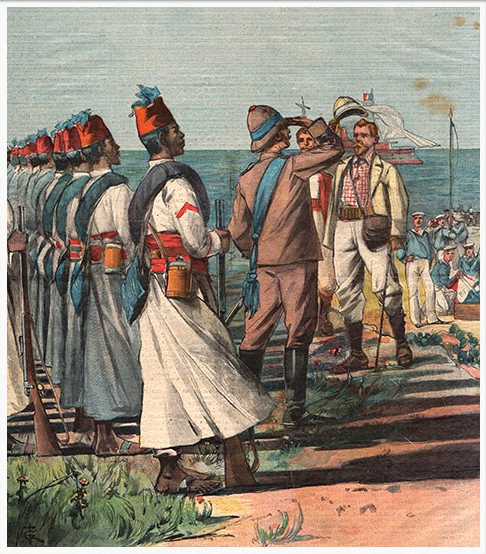
Französische Marinesoldaten  trafen in Raheita auf die Italiener

Im Juli 1934 flüchtete Sultan Hummads Sohn Hammad vor den Italienern ins Exil in den zu Französisch-Somaliland gehörenden Teil des einstigen Sultanats und schlug seine Residenz in Obock auf. Im französisch-italienischen Abkommen vom Januar 1935 stimmte Frankreich einigen Grenzkorrekturen zugunsten Italiens im Hinterland von Raheita zu, doch schon im Dezember desselben Jahres sollte Raheita einem französisch-britischen Vorschlag zufolge von Italien an Abessinien (Äthiopien) übergeben werden. Das französisch-italienische Abkommen von 1935 wurde jedoch nicht ratifiziert und die Grenzgebiete wurden somit nie übergeben. Dennoch (bzw. deswegen) entwickelte sich nach der Unabhängigkeit Dschibutis und Eritreas daraus ein eritreisch-dschibutischer Grenzkonflikt. Raheitas Grenze zu Äthiopien wurde nach dem eritreisch-äthiopischen Grenzkrieg von 1998 von der UNO bewacht; erst 2018 schlossen Äthiopien und Eritrea Frieden.